# Condylanthidae
Condylanthidae Stephenson, 1922 è una famiglia di esacoralli dell'ordine
Actiniaria.

## Descrizione
Possiedono un disco pedale ben sviluppato e definito, anche se privo di rounded muscoli basilari.
Il corpo è cilindrico, allungato e dalla parete liscia. Anche se la forma delle specie può variare molto, hanno tutte un sifonoglifo e mesenteri disposti ciclicamente, comunemente in multipli di sei.  Il corpo non presenta uno sfintere.
I tentacoli hanno la peculiarità di essere retrattili. Sono disposti in diversi cicli, con una muscolatura ectodermica.
I mesenteri fertili sono abitualmente sei paia e presentano gonadi e filamenti.

## Ecologia
Gli adulti sono bentonici, fissati al substrato. L'individuo si sviluppa da una larva ed una planula che sono soggetti alle correnti marine, così come tutto lo zooplancton.

## Tassonomia
Descritta da Stephenson per la prima volta nel 1922, la famiglia è composta dai seguenti generi:
- Cadetactis Fautin, 2016
- Charisactis Ocaña & Çinar, 2018
- Charisea
- Condylanthus
- Pseudhormathia Carlgren, 1943
- Riactis Fautin, 2016
- Segonzactis